# (28182) Chadharris
(28182) Chadharris es un asteroide perteneciente al cinturón de asteroides, descubierto el 21 de noviembre de 1998 por el equipo del Lincoln Near-Earth Asteroid Research desde el Laboratorio Lincoln, Socorro, Nuevo México.

## Designación y nombre
Designado provisionalmente como 1998 WB10. Fue nombrado en honor de Chad Lawrence Harris (n. 1992) quien obtuvo el segundo lugar en la Feria Internacional de Ciencia e Ingeniería Intel 2011 por su proyecto de bioquímica. Asiste a la escuela secundaria Palm Bay, Melbourne, Florida, EE. UU.

## Características orbitales
Chadharris está situado a una distancia media del Sol de 2,427 ua, pudiendo alejarse hasta 2,828 ua y acercarse hasta 2,026 ua. Su excentricidad es 0,165 y la inclinación orbital 1,560 grados. Emplea 1380,99 días en completar una órbita alrededor del Sol.
Pertenece a la familia de asteroides de (135) Hertha.

## Características físicas
La magnitud absoluta de Chadharris es 15,17. 